# La calor (película)
La calor (The Heat) es un largometraje de ficción  dirigido por Martín Liji sobre su propio guion escrito en colaboración con Rosario Cervio. Cuenta la historia de una joven dramaturga que entra en crisis antes del estreno de nueva obra y se debate entre abandonar todo o avanzar en el caos. 
La película fue realizada de manera independiente con apoyo de Mecenazgo de la Ciudad de Buenos Aires. Su estreno fue realizado en la Competencia Internacional del 10º Festival Internacional de Cine en Balneario Camboriu.

## Producción
La película fue rodado durante 15 días en febrero de 2019, en locaciones que incluyeron el Teatro Nacional Cervantes, calles de Buenos Aires, Vicente López  e Ingeniero Maschwitz. 

## Reparto
- Carolina Kopelioff como Lola
- Agustina Rudi como Ana
- Silvia Villazur como Bea
- Pablo Sigal como Pedro
- Martin Liji como Arturo
- Dafne Schilling como Leti
- Nicolás Moguilevsky como Martin

## Festivales
La calor se estrenó en la Competencia Internacional del 10º Festival Internacional de Cine de Camboriu ( Brasil)